# Fort Berthold Reservation

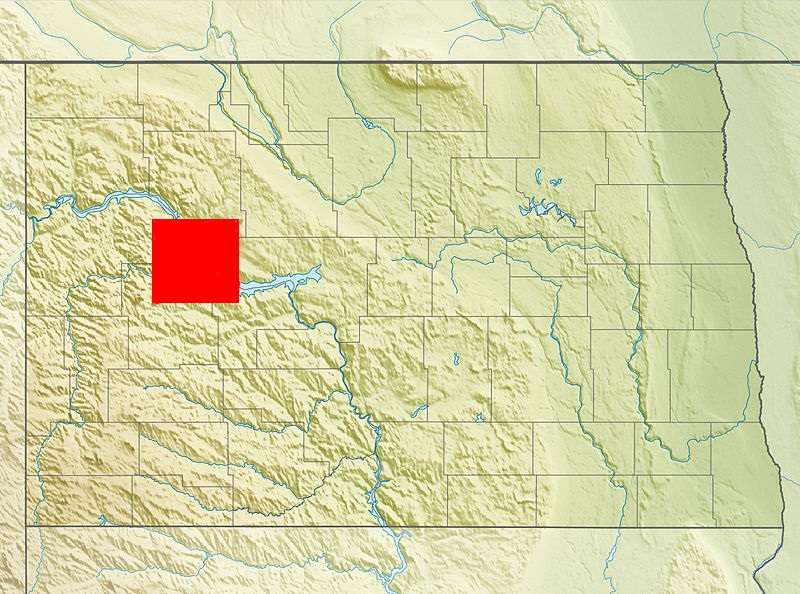
Lage des Reservats in North Dakota

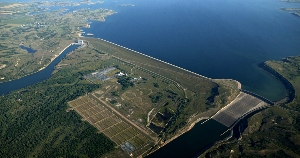
Garrison Dam und Lake Sakakawea

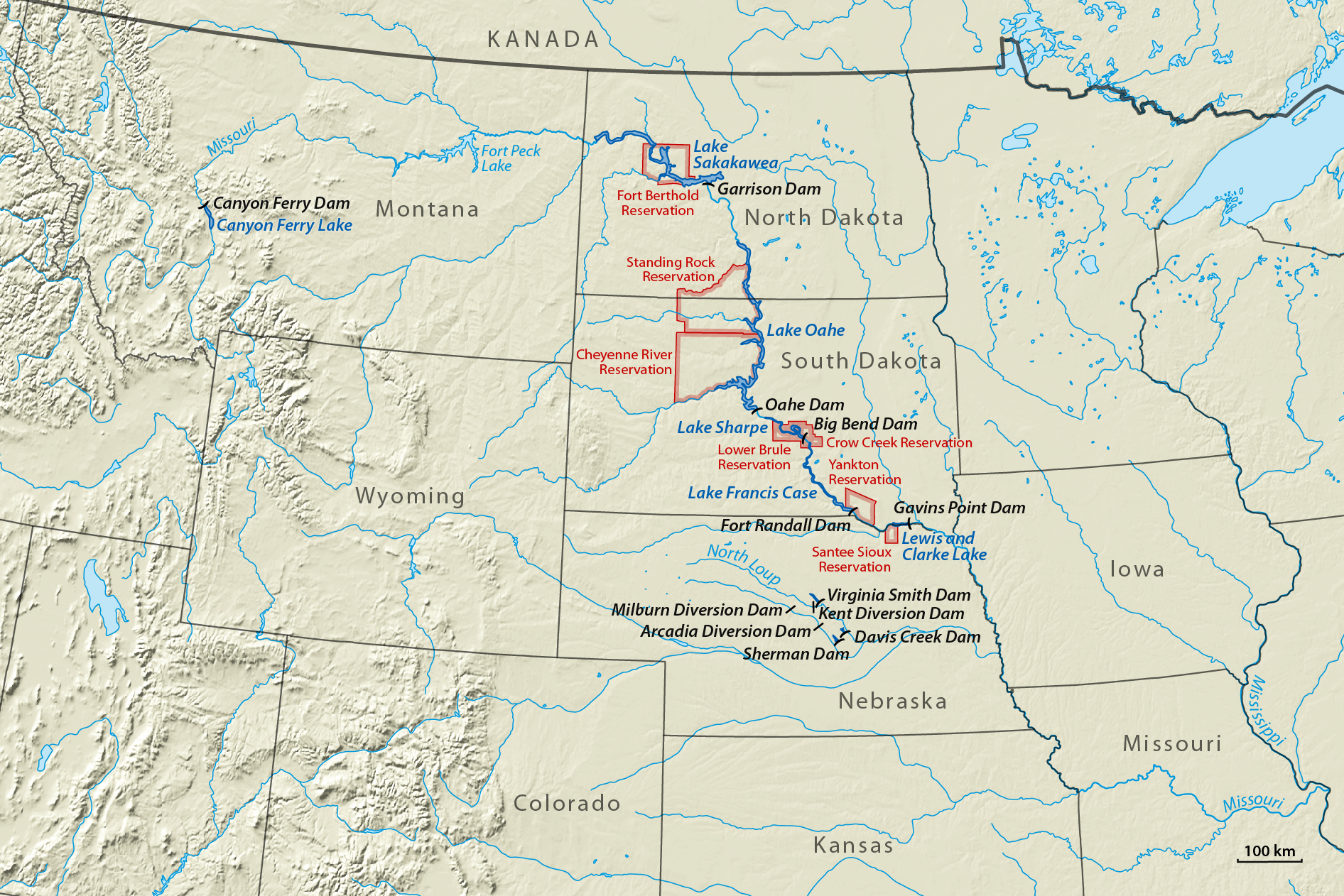
Lage der Staudämme des Pick–Sloan-Programms sowie der von Überflutungen betroffenen Indianerreservate, darunter die Fort Berthold Reservation

Fort Berthold Reservation ist ein Indianerreservat im US-Bundesstaat North Dakota und Heimat der Mandan-, Hidatsa- und Arikaree-Nationen, die seit 1934 den Stammesverbund Three Affiliated Tribes (Drei verbundene Stämme) bildeten. Das Reservat liegt am Missouri River und umfasst Teile von McLean, Mountrail, Dunn, McKenzie, Mercer und Ward County
in North Dakota. Die Reservatsverwaltung befindet sich in New Town.
Die Fläche des Reservats beträgt rund 4.000 km² (988.000 Acres), wobei sich nur eine Fläche von rund 1.853 km² (457.837 Acres) im Besitz der Ureinwohner befinden. Die Stämme besitzen davon nur rund 323 km² (80.000 Acres), der Rest gehört individuellen Stammesangehörigen. Nach einer Volkszählung von 2000 lebten 5.915 Personen auf dem Reservatsgebiet. Laut Bureau of Indian Affairs leben 4.053 der 10.249 anerkannten Ureinwohner auf dem Reservatsgebiet. Ursprünglich wurden den drei Stämmen 1851 Gebiete mit einer Fläche von 12 Millionen Acres (49.000 km²) durch den Vertrag von Fort Laramie 1851 zugewiesen. Dem Reservat wurde jedoch durch ein bundesstaatliches Gesetz 1870 nur eine viel geringere Fläche zuerkannt.

## Geschichte
Gegründet 1870, wurde das Reservat nach dem gleichnamigen Fort der American Fur Company benannt. Ursprünglich hieß das Fort „Fort Atkinson“. Bartholomew Berthold (1780–1831) war ein italienischer Pelzhändler der American Fur Company.
Grund der Gründung waren weiße Holzfäller, die entlang des Missouri Holz für die vorbeifahrenden Dampfschiffe schlugen und an diese verkauften. Die Häuptlinge beschwerten sich in Washington. Captain Wainwright von Fort Stevenson traf sich mit den Führern. Sie kamen überein auf dem Gebiet, das im Vertrag von Fort Laramie 1851 festgelegt worden war, ein Reservat zu errichten. Im Gegenzug sicherten die Indianer eine freie Passage von Siedlern durch ihr Gebiet gegen eine jährliche Zahlung von 10.000 Dollar über einen Zeitraum von 20 Jahren zu. Der Kongress der Vereinigten Staaten modifizierte die geschlossene Vereinbarung, indem er eine Klausel hinzufügte, nach der sich die Indianer verpflichteten, ein Gebiet in der Größe von 800 Quadratmeilen entlang des östlichen Missouri an die Bundesregierung abzutreten. 1880 wurden durch einen Beschluss des Kongresses große Gebiete des Reservats an die Northern Pacific Railroad abgetreten. Die Stämme wurden nicht befragt. Nachdem 1887 ein Bundesgesetz, der sogenannte Dawes Act, in Kraft getreten war, begannen die Agenten des  Bureau of Indian Affairs BIA 1893 das Reservat in individuelle Parzellen aufzuteilen. Jedes Familienoberhaupt bekam 160 Acres, Frauen und alleinstehende Männer 80 Acres und Kinder 40 Acres. Überschüssige Gebiete wurden an weiße Siedler verkauft. Durch diese Maßnahmen sollte der Zusammenhalt der Stämme geschwächt werden. Aus Indianern mit traditionellen Vorstellungen von der gemeinsamen Bearbeitung des Bodens sollten individuell denkende Bauern entstehen. Durch den Dawes Act gingen dem Reservat 1,6 Millionen Acres (6443,2 km²) verloren.
Durch den Bau des Garrison-Damm zwischen 1948 und 1956 im Rahmen des Pick–Sloan-Projekts entstand der Stausee Lake Sakakawea und überflutete weite Teile des Reservats. Dabei gingen rund 617 Quadratkilometer (152.360 Acres) ihres Gebietes verloren. Dies entsprach 94 Prozent ihres Agrarlandes. Rund 80 Prozent aller Stammesmitglieder mussten umsiedeln.
Der Kongress der Vereinigten Staaten bot 5,1 Millionen Dollar an Entschädigung, und nach langlaufenden Verhandlungen mussten die Indianer dieses Angebot akzeptieren. Dies entsprach 33 Dollar für 4046 m² (1 Acre) Land. Dieses Geld deckte nicht einmal die Kosten für die Umsiedlung in höhergelegene Gebiete. Nach weiteren zweijährigen Nachverhandlungen einigte man sich auf 12,6 Millionen Dollar.
Das waren 9 Millionen Dollar weniger, als die Stämme ursprünglich verlangt hatten und diese als Marktwert betrachteten. Durch den Verlust fruchtbaren Landes verarmte die Bevölkerung, die davor erfolgreiche Rinderzüchter und Bauern gewesen waren.
In den letzten Jahren ging es mit der Wirtschaft wieder bergauf. Ölfunde auf dem Gebiet des Reservats führten zu einem gewissen Wohlstand. Nach Angaben des BIA wurden 80 Millionen Dollar für Bohrrechte an die Stämme ausgezahlt.
1993 wurde das Four Bears Casino auf dem Reservatsgebiet eröffnet.

## Medien
In New Town befindet sich die Radio-Station der Reservation KMHA 91.3 FM.